# Ašanja
Ašanja (cyr. Ашања) – wieś w Serbii, w Wojwodinie, w okręgu sremskim, w gminie Pećinci. W 2011 roku liczyła 1365 mieszkańców.